# Phyllurus
Phyllurus, del griego clasico φύλλον (phúllon), "hoja", y οὐρά (ourá), "cola", es un género de geckos de la familia Carphodactylidae. Es endémico de Australia.
Las especies de este género se caracterizan por su eficaz camuflaje que es en parte ayudado por los espinosos tubérculos que cubren todas las partes de su cuerpo.
Todas las especies a excepción de P. caudiannulatus, P. gulbaru y P. kabikabi tienen la cola muy aplanada. Algunas de sus especies ha sido recientemente reasignadas al género Saltuarius.

## Especies
Se reconocen las siguientes once especies:
- Phyllurus amnicola Couper, Schneider, Hoskin & Covacevich, 2000.
- Phyllurus caudiannulatus Covacevich, 1975.
- Phyllurus championae Couper, Schneider, Hoskin & Covacevich, 2000.
- Phyllurus fimbriatus Hoskin, 2023.[3]
- Phyllurus gulbaru Hoskin, Couper & Schneider, 2003.
- Phyllurus isis Couper, Covacevich & Moritz, 1993.
- Phyllurus kabikabi Couper, Hamley & Hoskin, 2008.
- Phyllurus nepthys Couper, Covacevich & Moritz, 1993.
- Phyllurus ossa Couper, Covacevich & Moritz, 1993.
- Phyllurus pinnaclensis Hoskin, Bertola & Higgie, 2019.
- Phyllurus platurus (Shaw, 1790).